# Nowy Targ
Nowy Targ är en stad i södra Polen, belägen vid floden Dunajec, med 33 460 invånare (2006). Staden är huvudort i bergsregionen Podhale, och namnet betyder 'ny marknadsplats'. Staden är känd för det framgångsrika ishockeylaget Podhale Nowy Targ.

## Vänorter
- Évry  -  Frankrike
- Radevormwald -  Tyskland
- Kežmarok  -  Slovakien
- Roverbella - Italien